# مه ۲۰۱۳
مه ۲۰۱۳، یکی از ماه‌های ۲۰۱۳  میلادی است.
آغاز آن، روز چهارشنبه برابر با ۱۱ اردیبهشت ۱۳۹۲ خورشیدی.

## ۷ مه۲۰۱۳
- نام‌نویسی نامزدان یازدهمین دورهٔ انتخابات ریاست‌جمهوری ایران آغاز شد. (۱۷ تا ۲۱ اردیبهشت)

## ۱۰ مه۲۰۱۳
- پس از هفده روز، زنی از زیر آوار ساختمان هشت طبقه ویران شده در بنگلادش نجات یافت.

## ۱۱ مه۲۰۱۳
- زمین‌لرزه‌ بشاگرد هرمزگان را لرزاند

زمین‌لرزه‌ای به بزرگی ۶٫۲ ریشتر، ساعت ۶:۳۸ حوالی گوهران در شهرستان بشاگرد استان هرمزگان را لرزاند (۱۶ مجروح). تابناک
- نام نویسی نامزدان یازدهمین دوره انتخابات ریاست جمهوری ایران به فرجام رسید

با پایان یافتن زمان پنج روزه نام نویسی نامزدان یازدهمین دوره انتخابات ریاست جمهوری ایران ۶۸۶ نفر ثبت نام کردند که ۳۷ نفر  از ایشان چهره‌های شاخص هستند، شامل:
صادق واعظ زاده، کامران باقری لنکرانی، محمد سعیدی‌کیا، حسن روحانی، مصطفی کواکبیان، خسرو نصیرزاده، حسن سبحانی، محمد غرضی، سید محمدباقر خرازی، علی فلاحیان، روح‌الله احمدزاده کرمانی، محمدرضا عارف، غلامعلی حداد عادل، اکبر اعلمی، علیرضا زاکانی، علیرضا علی‌احمدی، محسن رضایی، داوود احمدی‌نژاد، جواد اطاعت، محمدباقر قالیباف، پرویز کاظمی، محمدحسن ابوترابی‌فرد، علی‌اکبر جوانفکر، ابراهیم اصغرزاده، ابوالحسن نواب، طهماسب مظاهری، مسعود پزشکیان، علی‌اکبر ولایتی، منوچهر متکی، رامین مهمانپرست، محمد شریعتمداری، سعید جلیلی، صادق خلیلیان، محمدحسن قدیری‌ابیانه، محمدرضا رحیمی، اسفندیار رحیم مشایی و اکبر هاشمی رفسنجانی. تابناکایسنا

## ۱۹ مه۲۰۱۳
- در تصادف یک اتوبوس ایرانی در شمال ترکیه، بامداد امروز 6 کشته و 14 زخمی برجای گذاشت. خبر آناین
- دو ایرانی به اتهام جاسوسی برای سازمان سیا و موساد اعدام شدند. تابناک
- محمدرضا باهنر نائب نایب رئیس دوم مجلس شورای اسلامی حضور اخیر هاشمی رفسنجانی در رقابتهای ریاست جمهوری را به دلایلی از جمله شرایط سنی و جسمی و هجمه های شدید تخریب علیه وی، به مصلحت ندانست. خبرآنلاین

## ۲۱ مه۲۰۱۳
- انصراف دهندگان سرشناس و احراز صلاحیت شدگان انتخابات ریاست‌جمهوری ایران

از ابتدای ثبت نام داوطلبان یازدهمین دوره انتخابات ریاست جمهوری تا پایان زمان بررسی صلاحیتها توسط شورای نگهبان (۳۱ اردیبهشت) از حدود ۳۸ داوطلب سرشناس سیاسی ۹ نفر پس از ثبت‌نام انصراف دادند که عبارتند از:
محمدحسن ابوترابی‌فرد، داوود احمدی‌نژاد، جواد اطاعت، کامران باقری لنکرانی، علی‌اکبر جوانفکر، صادق خلیلیان، محمدرضا رحیمی، علیرضا علی‌احمدی و رامین مهمانپرست.
از تعداد باقی صلاحیت ۲۱ دواطلب سرشناس تایید نشد که عبارتند از:
روح‌الله احمدزاده کرمانی، اکبر اعلمی، ابراهیم اصغرزاده، مسعود پزشکیان، سید محمدباقر خرازی، اسفندیار رحیم مشایی، علیرضا زاکانی، حسن سبحانی، محمد سعیدی‌کیا، محمد شریعتمداری، قاسم شعله‌سعدی، علی فلاحیان، محمدحسن قدیری‌ابیانه، سید احمد کاشانی، پرویز کاظمی، مصطفی کواکبیان، منوچهر متکی، طهماسب مظاهری، ابوالحسن نواب، صادق واعظ زاده و اکبر هاشمی رفسنجانی.
در نتیجه صلاحیت ۸ نفر مابقی بعنوان نامزد تایید شد که عبارتند از:
سعید جلیلی، غلامعلی حداد عادل، محسن رضایی، حسن روحانی، محمدرضا عارف، محمد غرضی، محمدباقر قالیباف، علی‌اکبر ولایتی. انتخابات ۹۲ تابناک

## ۲۷ مه۲۰۱۳
- انفجارهای تروریستی مرگبار در عراق

در انفجار 13 خودروی بمب‌گذاری شده در عراق که چندین منطقه از بغداد را لرزاند، بیش از 70 تن کشته و ده‌ها تن دیگر زخمی شدند.
همچنین در پی انفجار روز گذشته در یک خانه مسکونی در شمال عراق (استان نینوا) دست کم سه نظامی عراقی کشته و 30 تن که بیشتر آنان نظامی بودند زخمی شدند.
در دو روز گذشته نیز یک اتوبوس حامل زائران ایرانی که خارج از چهارچوب قانونی سازمان حج وارد عراق شده بود در شهر سامرای عراق مورد حمله تروریسها قرار گرفت که در این حادثه 5 زائر ایرانی کشته و 15 نفر مجروح شدند.
این عملیاتهای تروریستی در حالی انجام می شود که نظامیان عراقی از دو روز پیش عملیات گسترده ای را برای بازداشت اعضای گروه القاعده در استان های سنی نشین آغاز کرده اند؛ در این عملیات یک مقر بزرگ گروه القاعده کشف و هفت تن از سران القاعده هم بازداشت شدند.   همشهری آنلاین
- بخش بارگذاری وبگاه ویکی‌مدیا به آدرس upload.wikimedia.org چندباری از سوی کارگروه تعیین مصادیق محتوای مجرمانه، مسئول فیلترینگ اینترنت ایران، فیلتر شده‌است که این کار بارگذاری نشدن تصاویر، صداها و دیگر پرونده‌های تمامی وبگاه‌های ویکی در پی دارد. امروز دوباره این وبگاه فیلتر شد.

## ۳۱ مه۲۰۱۳
- اولین مناظره زنده و دست‌جمعی تلویزیونی 8 نامزد انتخابات ریاست‌جمهوری ایران امروز 10 خرداد 92 در زمینه اقتصاد با اجرای مرتضی حیدری برگزار می شود. مناظره فرهنگی 15 خرداد با اجرای محمد‌جعفر خسروی و مناظره سیاسی 17 خرداد با اجرای حسن سلطانی برگزار خواهد شد. مناظره های سه گانه در روزهای فوق بمدت 3ونیم ساعت از ساعت 16 بوقت ایران از شبکه اول سیمای ایران بطور زنده پخش می شود و در همان روز از ساعت 21 از شبکه چهار سیما بازپخش می شود. فارس نیوز

## پیوندهای روزانه
- درگاه: وقایع کنونی/وقایع ۷ مه ۲۰۱۳
- درگاه: وقایع کنونی/وقایع ۱۰ مه ۲۰۱۳
- درگاه: وقایع کنونی/وقایع ۱۱ مه ۲۰۱۳
- درگاه: وقایع کنونی/وقایع  ۱۹ مه ۲۰۱۳
- درگاه: وقایع کنونی/وقایع ۲۱ مه ۲۰۱۳
- درگاه: وقایع کنونی/وقایع ۲۷ مه ۲۰۱۳
- درگاه: وقایع کنونی/وقایع ۳۱ مه ۲۰۱۳